# Jatki
Jatki [ˈjatki] (deutsch Brendemühl, früher Brendemühle) ist ein Dorf in der polnischen Woiwodschaft Westpommern. Es gehört zur Gmina Świerzno (Gemeinde Schwirsen) im Powiat Kamieński (Camminer Kreis).

## Geographische Lage

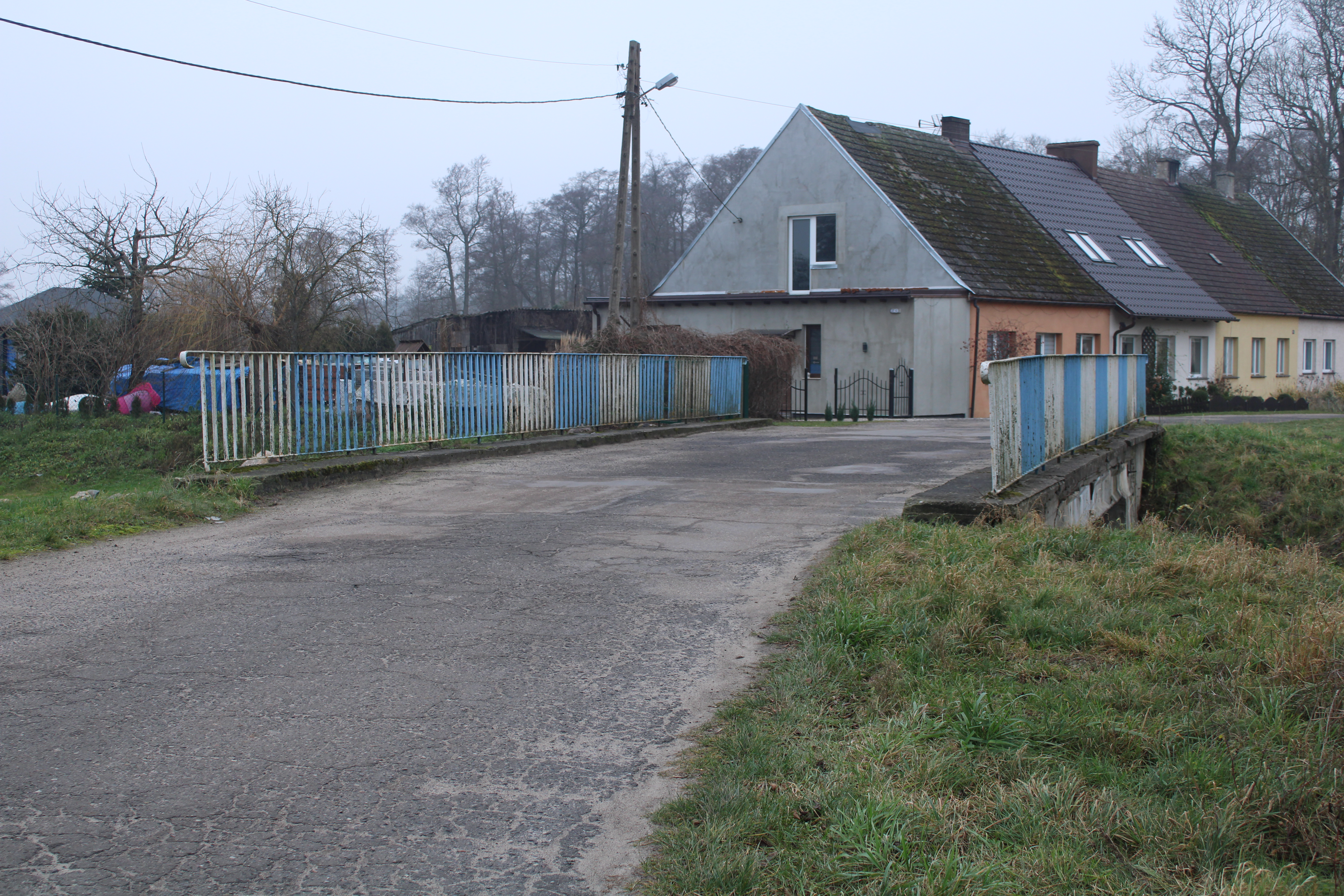
Häuser im Dorf (2020)

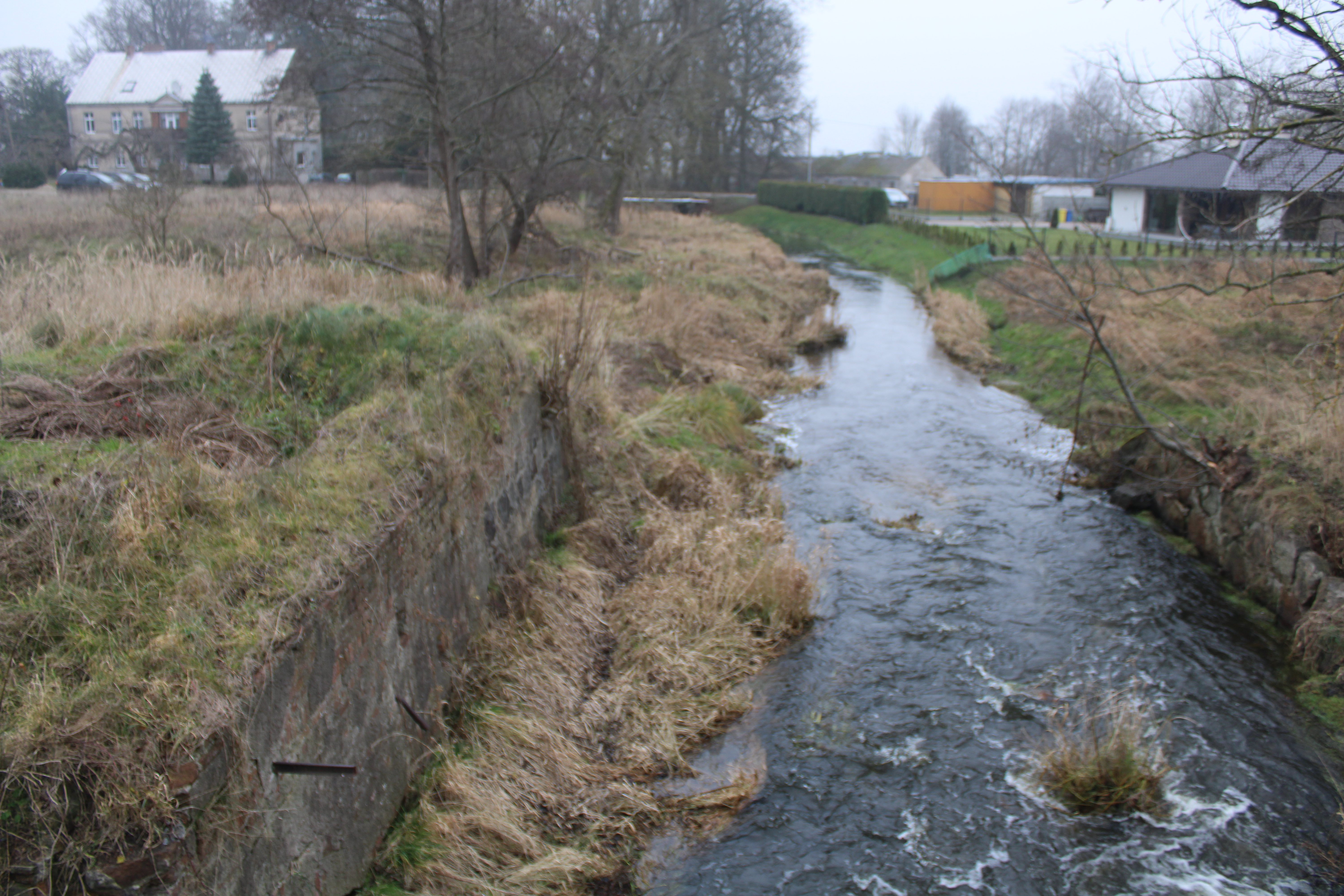
Stuchower Bach (2020)

Das Dorf liegt in Hinterpommern, links vom Stuchower Bach, der in den Schwenzer Bach mündet, etwa 4 km westlich des Dorfs Świerzno (Schwirsen), 9 km östlich der Stadt Kamień Pomorski (Cammin) und 65 km nördlich von Stettin.

## Geschichte
Im Jahre 1910 wurden in der Landgemeinde Brendemühl 192 Einwohner gezählt, im Gutsbezirk Brendemühl A, C 16 Einwohner und im Gutsbezirk Brendemühl B 22 Einwohner. Später wurden die Gutsbezirke in die Landgemeinde eingegliedert.
Vor 1945 bildete Brendemühl eine Landgemeinde im Landkreis Cammin i. Pom. der preußischen Provinz Pommern des Deutschen Reichs. Zur Landgemeinde gehörten neben Brendemühl keine weiteren Wohnplätze. Das Dorf war dem Amtsbezirk Tribsow zugeordnet.
Die Gemeinde zählte im Jahre 1925 312 Einwohner in 57 Haushaltungen, im Jahre 1933 254 Einwohner und im Jahre 1939 257 Einwohner.
Gegen Ende des Zweiten Weltkriegs wurde die Region Anfang März 1945 von der Roten Armee besetzt. Nach Beendigung der Kampfhandlungen wurde Brendemühl zusammen mit ganz Hinterpommern seitens der sowjetischen Besatzungsmacht der Volksrepublik Polen zur Verwaltung überlassen. Danach begann die Zuwanderung polnischer Zivilisten. Die Landgemeinde Brendemühl wurde unter der polonisierten Ortsbezeichnung ‚Jatki‘ verwaltet. In der Folgezeit wurde die einheimische Bevölkerung von der polnischen Administration aus Brendemühl und dem Kreisgebiet vertrieben.